# Na'ava Bokerová
Na'ava Bokerová, též Nava Prehiová-Bokerová (hebrejsky נאוה בוקר‎ nebo נאוה פרחי-בוקר‎; * 15. listopadu 1970), je izraelská politička, poslankyně Knesetu za stranu Likud.

## Biografie
Profesí je novinářkou a aktivistkou za práva hasičů. Je vdovou po policejním důstojníkovi Li'oru Bokerovi, který zemřel při požáru v pohoří Karmel v roce 2010. Poznala se s ním, když jí bylo 27 let a byla rozvedená s dvěma dcerami. Po tragickém úmrtí svého manžela se zapojila do organizací na podporu hasičů. Kritizovala tehdy údajné selhání vlády při nedostatečném financování hasičských služeb.
Ve volbách v roce 2015 byla zvolena do Knesetu za stranu Likud. Na kandidátku Likudu nastoupila neočekávaně týden před vypršením lhůty pro finalizací kandidátních listin. Prohlásila, že přímá účast na politice bude výhodnější pro naplnění cílů jejího aktivismu ve prospěch hasičských jednotek.